# Okręg wyborczy nr 56 do Senatu Rzeczypospolitej Polskiej
Okręg wyborczy nr 56 do Senatu Rzeczypospolitej Polskiej obejmuje obszar powiatów łańcuckiego i rzeszowskiego oraz miasta na prawach powiatu Rzeszowa (województwo podkarpackie). Wybierany jest w nim 1 senator na zasadzie większości względnej.
Utworzony został w 2011 na podstawie Kodeksu wyborczego. Po raz pierwszy zorganizowano w nim wybory 9 października 2011. Wcześniej obszar okręgu nr 56 należał do okręgu nr 22.
Siedzibą okręgowej komisji wyborczej jest Rzeszów.

## Reprezentanci okręgu
| Rok  | Rok              | Senator            | Komitet wyborczy       |
| ---- | ---------------- | ------------------ | ---------------------- |
|      | 2011             | Kazimierz Jaworski | Prawo i Sprawiedliwość |
| 2015 | Aleksander Bobko |                    | Prawo i Sprawiedliwość |
| 2019 | Stanisław Ożóg   |                    | Prawo i Sprawiedliwość |
| 2023 | Józef Jodłowski  |                    | Prawo i Sprawiedliwość |

## Wyniki wyborów
Symbolem „●” oznaczono senatora ubiegającego się o reelekcję.

### Wybory parlamentarne 2011
| Kandydat                                                                                      | Kandydat             | Komitet wyborczy                          | Głosów | Głosów | Głosów |
| Kandydat                                                                                      | Kandydat             | Komitet wyborczy                          | Liczba | %      | +/–    |
| --------------------------------------------------------------------------------------------- | -------------------- | ----------------------------------------- | ------ | ------ | ------ |
|                                                                                               | Kazimierz Jaworski ● | Prawo i Sprawiedliwość                    | 69 484 | 40,09  | –      |
|                                                                                               | Tadeusz Ferenc       | KWW Tadeusza Ferenca „Rozwój Podkarpacia” | 68 847 | 39,73  | –      |
|                                                                                               | Zdzisław Gawlik      | Platforma Obywatelska RP                  | 29 138 | 16,81  | –      |
|                                                                                               | Bogdan Bardzik       | KWW Bogdana Bardzika                      | 5839   | 3,37   | –      |
| Frekwencja: 53,65% Liczba głosów ważnych: 173 308 (97,90%) Źródło: Państwowa Komisja Wyborcza |                      |                                           |        |        |        |

● Kazimierz Jaworski reprezentował w Senacie VII kadencji (2007–2011) okręg nr 22.

### Wybory parlamentarne 2015
| Kandydat                                                                                      | Kandydat          | Komitet wyborczy                          | Głosów | Głosów | Głosów |
| Kandydat                                                                                      | Kandydat          | Komitet wyborczy                          | Liczba | %      | +/–    |
| --------------------------------------------------------------------------------------------- | ----------------- | ----------------------------------------- | ------ | ------ | ------ |
|                                                                                               | Aleksander Bobko  | Prawo i Sprawiedliwość                    | 81 570 | 42,74  | +2,65  |
|                                                                                               | Tadeusz Ferenc    | KWW Tadeusza Ferenca „Rozwój Podkarpacia” | 73 894 | 38,72  | –1,01  |
|                                                                                               | Krzysztof Kaszuba | KORWiN                                    | 17 990 | 9,43   | –      |
|                                                                                               | Stanisław Bartman | Polskie Stronnictwo Ludowe                | 10 172 | 5,33   | –      |
|                                                                                               | Bogdan Bardzik    | KWW Bogdana Bardzika                      | 7212   | 3,78   | +0,41  |
| Frekwencja: 57,62% Liczba głosów ważnych: 190 838 (98,20%) Źródło: Państwowa Komisja Wyborcza |                   |                                           |        |        |        |

### Wybory parlamentarne 2019
| Kandydat                                                                                      | Kandydat         | Komitet wyborczy       | Głosów  | Głosów | Głosów |
| Kandydat                                                                                      | Kandydat         | Komitet wyborczy       | Liczba  | %      | +/–    |
| --------------------------------------------------------------------------------------------- | ---------------- | ---------------------- | ------- | ------ | ------ |
|                                                                                               | Stanisław Ożóg   | Prawo i Sprawiedliwość | 123 900 | 56,85  | +14,11 |
|                                                                                               | Maciej Masłowski | KWW Rozwój Podkarpacia | 94 028  | 43,15  | –      |
| Frekwencja: 64,10% Liczba głosów ważnych: 217 928 (98,11%) Źródło: Państwowa Komisja Wyborcza |                  |                        |         |        |        |

### Wybory parlamentarne 2023
| Kandydat                                                                                      | Kandydat            | Komitet wyborczy                           | Głosów  | Głosów | Głosów |
| Kandydat                                                                                      | Kandydat            | Komitet wyborczy                           | Liczba  | %      | +/–    |
| --------------------------------------------------------------------------------------------- | ------------------- | ------------------------------------------ | ------- | ------ | ------ |
|                                                                                               | Józef Jodłowski     | Prawo i Sprawiedliwość                     | 109 935 | 42,53  | -14,32 |
|                                                                                               | Jolanta Kaźmierczak | KKW Koalicja Obywatelska PO .N iPL Zieloni | 83 043  | 32,13  | –      |
|                                                                                               | Krzysztof Gutkowski | KWW Profesora Krzysztofa Gutkowskiego      | 33 414  | 12,93  | –      |
|                                                                                               | Krzysztof Mazur     | Konfederacja Wolność i Niepodległość       | 32 074  | 12,41  | –      |
| Frekwencja: 76,04% Liczba głosów ważnych: 258 466 (98,55%) Źródło: Państwowa Komisja Wyborcza |                     |                                            |         |        |        |